# Wishi
Wishi – dzielnica (wijk) miasta Willemstad oraz osada (buurt), w dystrykcie Willemstad, w kraju autonomicznym Curaçao, należącym do Holandii, w Ameryce Południowej. 20 października 2023 r. liczyła 2358 mieszkańców.  

## Osady
W skład dzielnicy wchodzi pięć osad (buurt):
| Lp. | Nazwa       | Powierzchnia km² | Liczba mieszkańców |
| --- | ----------- | ---------------- | ------------------ |
| 1.  | Kas Chikitu | 0,09             | 138                |
| 2.  | Marchena    | 0,34             | 590                |
| 3.  | Sans Souci  | 0,14             | 288                |
| 4.  | Sucasa      | 0,11             | 373                |
| 5.  | Wishi       | 0,35             | 970                |